# Lekkoatletyka na Letnich Igrzyskach Olimpijskich 2008 – bieg na 3000 m z przeszkodami mężczyzn
Bieg na 3000 metrów z przeszkodami mężczyzn to jedna z 47 konkurencji lekkoatletycznych organizowanych na XXIX Letnich Igrzyskach Olimpijskich w Pekinie.
Rywalizacja odbywała się w dniach 16–18 sierpnia na Stadionie Narodowym w Pekinie.
Złoty medal zdobył Kenijczyk Brimin Kipruto.
| Poz. - pozycja |
| - rekord świata \| - rekord krajowy \| - rekord życiowy \| = - wyrównany rekord życiowy \| · - najlepszy wynik w sezonie \| = - wyrównany najlepszy wynik w sezonie |
| Fn - falstart |

## Rekordy
| Rekord świata     | Saif Saaeed Shaheen (QAT) | 7:53.63 | Bruksela, Belgia       | 3 września 2004  |
| Rekord olimpijski | Julius Kariuki (KEN)      | 8:05.51 | Seul, Korea Południowa | 30 września 1998 |

## Przebieg zawodów

### Biegi eliminacyjne
Biegi eliminacyjne odbyły się 16 sierpnia. Pierwszy z nich wystartował o godzinie 9:20. W trzech biegach wystartowało 40 zawodników. Do finału awansowało czterech najlepszych zawodników z każdego biegu oraz trzech zawodników z najlepszymi czasami.

#### Bieg 1
| Poz. | Zawodnik             | Narodowość | Wynik   | Uwagi |
| ---- | -------------------- | ---------- | ------- | ----- |
| 1    | Bouabdellah Tahri    | Francja    | 8:23.42 | Q     |
| 2    | Brimin Kipruto       | Kenia      | 8:23.53 | Q     |
| 3    | Abdelkader Hachlaf   | Maroko     | 8:23.62 | Q     |
| 4    | Tareq Mubarak Taher  | Bahrajn    | 8:23.66 | Q     |
| 5    | Nahom Mesfin         | Etiopia    | 8:23.82 |       |
| 6    | Ildar Minshin        | Rosja      | 8:26.85 |       |
| 7    | Tomasz Szymkowiak    | Polska     | 8:29.37 |       |
| 8    | Rabia Makhloufi      | Algieria   | 8:29.74 |       |
| 9    | Yoshitaka Iwamizu    | Japonia    | 8:29.80 |       |
| 10   | Valerijs Žolnerovics | Łotwa      | 8:37.65 |       |
| 11   | Alberto Paulo        | Portugalia | 8:39.11 |       |
| 12   | Rubén Palomeque      | Hiszpania  | 8:58.50 |       |
|      | Matteo Villani       | Włochy     | DNF     |       |

Międzyczasy
| Międzyczas | Zawodnik          | Narodowość | Wynik   |
| ---------- | ----------------- | ---------- | ------- |
| 1000m      | Bouabdellah Tahri | Francja    | 2:53.48 |
| 2000m      | Bouabdellah Tahri | Francja    | 5:45.01 |

#### Bieg 2
| Poz. | Zawodnik                    | Narodowość        | Wynik   | Uwagi |
| ---- | --------------------------- | ----------------- | ------- | ----- |
| 1    | Yacob Jarso                 | Etiopia           | 8:16.88 | Q     |
| 2    | Mahiedine Mekhissi-Benabbad | Francja           | 8:16.95 | Q     |
| 3    | Anthony Famiglietti         | Stany Zjednoczone | 8:17.34 | Q     |
| 4    | Ezekiel Kemboi              | Kenia             | 8:17.55 | Q     |
| 5    | Mustafa Mohamed             | Szwecja           | 8:17.80 | q     |
| 6    | Youcef Abdi                 | Australia         | 8:17.97 | q     |
| 7    | Ion Luchianov               | Mołdawia          | 8:18.97 | q     |
| 8    | Boštjan Buc                 | Słowenia          | 8:23.09 |       |
| 9    | Brahim Taleb                | Maroko            | 8:29.80 |       |
| 10   | Andrew Lemoncello           | Wielka Brytania   | 8:36.06 |       |
| 11   | William Nelson              | Stany Zjednoczone | 8:36.66 |       |
| 12   | José Luis Blanco            | Hiszpania         | 8:37.37 |       |
| 13   | Ali Ahmed Al-Amri           | Arabia Saudyjska  | 9:09.73 |       |
|      | Jukka Keskisalo             | Finlandia         | DNS     |       |

Międzyczasy
| Międzyczas | Zawodnik            | Narodowość        | Wynik   |
| ---------- | ------------------- | ----------------- | ------- |
| 1000m      | Anthony Famiglietti | Stany Zjednoczone | 2:40.79 |
| 2000m      | Anthony Famiglietti | Stany Zjednoczone | 5:31.21 |

#### Bieg 3
| Poz. | Zawodnik                   | Narodowość        | Wynik   | Uwagi |
| ---- | -------------------------- | ----------------- | ------- | ----- |
| 1    | Ruben Ramolefi             | Południowa Afryka | 8:19.86 | Q     |
| 2    | Richard Mateelong          | Kenia             | 8:19.87 | Q     |
| 3    | Benjamin Kiplagat          | Uganda            | 8:20.22 | Q     |
| 4    | Abubaker Ali Kamal         | Katar             | 8:21.85 | Q     |
| 5    | Eliseo Martín              | Hiszpania         | 8:23.19 | SB    |
| 6    | Hamid Ezzine               | Maroko            | 8:27.45 |       |
| 7    | Vincent Zouaoui Dandrieaux | Francja           | 8:27.91 |       |
| 8    | Roba Gary                  | Etiopia           | 8:28.27 |       |
| 9    | Joshua McAdams             | Stany Zjednoczone | 8:33.26 |       |
| 10   | Paweł Potapowicz           | Rosja             | 8:36.29 |       |
| 11   | Pieter Desmet              | Belgia            | 8:37.99 |       |
| 12   | Halil Akkaş                | Turcja            | 8:44.70 |       |
| 13   | Itai Maggidi               | Izrael            | 9:05.02 |       |

Międzyczasy
| Międzyczas | Zawodnik       | Narodowość        | Wynik   |
| ---------- | -------------- | ----------------- | ------- |
| 1000m      | Ruben Ramolefi | Południowa Afryka | 2:49.62 |
| 2000m      | Ruben Ramolefi | Południowa Afryka | 5:38.70 |

### Finał

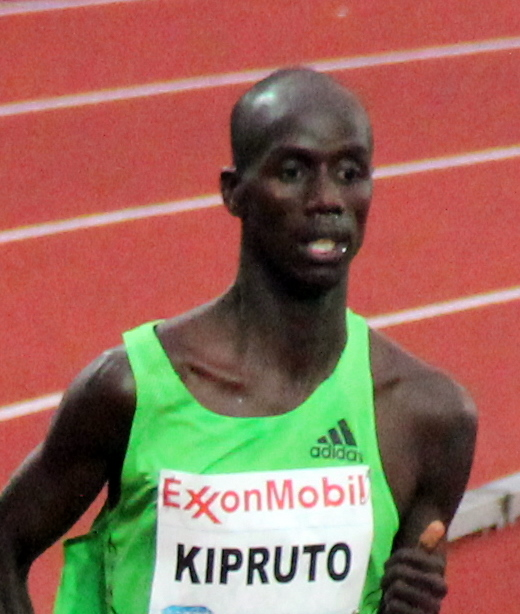
Brimin Kipruto

| Poz.   | Zawodnik                    | Narodowość        | Czas    | Uwagi |
| ------ | --------------------------- | ----------------- | ------- | ----- |
| złoto  | Brimin Kipruto              | Kenia             | 8:10.34 | SB    |
| srebro | Mahiedine Mekhissi-Benabbad | Francja           | 8:10.49 | PB    |
| brąz   | Richard Mateelong           | Kenia             | 8:11.01 |       |
| 4      | Yacob Jarso                 | Etiopia           | 8:13.47 | NR    |
| 5      | Bouabdellah Tahri           | Francja           | 8:14.79 |       |
| 6      | Youcef Abdi                 | Australia         | 8:16.36 | PB    |
| 7      | Ezekiel Kemboi              | Kenia             | 8:16.38 |       |
| 8      | Abubaker Ali Kamal          | Katar             | 8:16.59 |       |
| 9      | Benjamin Kiplagat           | Uganda            | 8:20.27 |       |
| 10     | Mustafa Mohamed             | Szwecja           | 8:20.69 |       |
| 11     | Tareq Mubarak Taher         | Bahrajn           | 8:21.59 |       |
| 12     | Ion Luchianov               | Mołdawia          | 8:27.82 |       |
| 13     | Anthony Famigliettio        | Stany Zjednoczone | 8:31.21 |       |
| 14     | Ruben Ramolefi              | Południowa Afryka | 8:34.58 |       |
| 15     | Abdelkader Hachlaf          | Maroko            | 9:02.06 |       |